# 菜戸営駅
菜戸営駅（さいこえいえき）とは中華人民共和国北京市豊台区に位置する北京地下鉄14号線の駅である。

## 駅構造

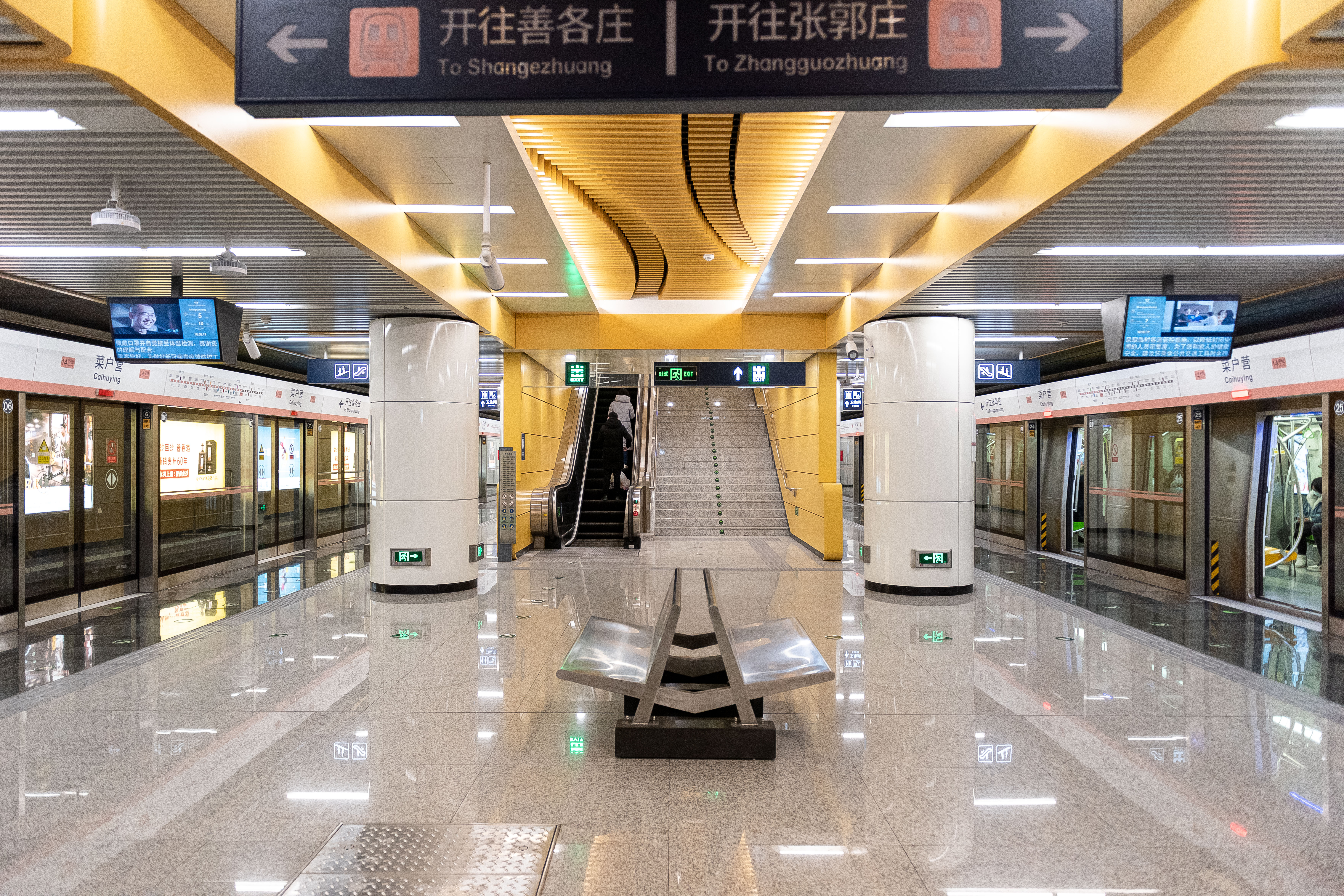
ホーム

島式ホーム1面2線を有する地下駅。

## 歴史
- 2021年12月31日 - 開業[1]。

## 隣の駅
北京地下鉄
■14号線
麗沢商務区駅 - 菜戸営駅 - 西鉄営駅